# Piotr Pokryszew
Piotr Afanasjewicz Pokryszew (ros. Пётр Афана́сьевич Покры́шев, ur. 11 stycznia?/24 stycznia 1914 w Hołej Prystani, zm. 22 sierpnia 1967 w Leningradzie) – radziecki lotnik wojskowy, generał major lotnictwa, dwukrotny Bohater Związku Radzieckiego (1943).

## Życiorys
Urodził się w ukraińskiej rodzinie chłopskiej. Skończył 8 klas szkoły średniej i szkołę fabryczną, pracował jako ślusarz w fabryce "Sierp i Mołot" w Charkowie, uczył się w charkowskim aeroklubie. Od marca 1934 służył w Armii Czerwonej, w 1935 ukończył wojskową szkołę lotników w Odessie, był lotnikiem samodzielnej eskadry niszczycielskiej i 7 niszczycielskim pułku lotniczym Leningradzkiego Okręgu Wojskowego. Brał udział w agresji ZSRR na Polskę we wrześniu 1939, od grudnia 1939 walczył w wojnie z Finlandią, w której wykonał 105 lotów bojowych i strącił osobiście dwa fińskie samoloty; sam został dwukrotnie zestrzelony. Od 1941 należał do WKP(b), od 22 czerwca 1941 walczył z Niemcami na Froncie Północnym i Leningradzkim, m.in. w obronie Leningradu, uczestniczył w operacji leningradzko-nowogrodzkiej, nadbałtyckiej i blokadzie wojsk niemieckich w Kurlandii. Na początku wojny z Niemcami był dowódcą eskadry, a od lipca 1943 do końca wojny dowódcą 159 niszczycielskiego pułku lotniczego. Latał na I-16, Jaku-1, R-40 i Jaku-7. 29 czerwca 1941 strącił w parze niemiecki bombowiec, 3 lipca 1941 osobiście strącił niemiecki samolot. Do lipca 1942 wykonał 211 lotów bojowych, uczestniczył w 38 walkach powietrznych, strącił osobiście 11 i w grupie 7 samolotów wroga, do lipca 1943 wykonał 282 loty bojowe, stoczył 50 walk powietrznych i strącił osobiście 22 i w grupie 7 samolotów wroga. Łącznie w okresie wojny wykonał ok. 300 lotów bojowych i stoczył 60 walk powietrznych. W 1941 był lekko ranny w walce. W 1954 ukończył Wyższą Akademię Wojskową i został zastępcą dowódcy, potem dowódcą korpusu lotnictwa myśliwskiego Wojsk Obrony Przeciwlotniczej Kraju, 1955 otrzymał stopień generała majora lotnictwa, 1956–1959 był starszym doradcą wojskowym dowódcy okręgu obrony przeciwlotniczej w Chinach, a 1959-1961 szefem sztabu lotnictwa myśliwskiego Specjalnej Leningradzkiej Wojsk Obrony Przeciwlotniczej, następnie zakończył służbę wojskową. Był deputowanym do Rady Najwyższej ZSRR 3 kadencji (1950–1954). Utonął w Leningradzie. Został pochowany w Hołej Prystani. Jego imieniem nazwano ulice w Petersburgu, Chersoniu i Doniecku.

## Odznaczenia
- Złota Gwiazda Bohatera Związku Radzieckiego (dwukrotnie - 10 lutego 1943 i 24 sierpnia 1943)
- Order Lenina (10 lutego 1943)
- Order Czerwonego Sztandaru (trzykrotnie - 15 stycznia 1940, 15 marca 1942 i 1945)
- Order Aleksandra Newskiego (5 listopada 1944)
- Order Wojny Ojczyźnianej I klasy (20 stycznia 1943)
- Order Czerwonej Gwiazdy (dwukrotnie)